# Willy Gartzke
Samuel Leo Willy Gartzke (* 14. Dezember 1876 in Bromberg; † 29. August 1957) war ein deutscher Marineoffizier.

## Leben
Willy Gartzke, Sohn des kaiserlichen Postmeisters Julius Hermann Gartzke, trat am 7. April 1896 in die Kaiserliche Marine ein und kam als Seekadett Mitte April 1898 auf die Mars. Am 30. März 1906 wurde er Kapitänleutnant, besuchte 1908 den I. Coetus an der Marineakademie in Kiel und kam anschließend zur Verfügung in die Inspektion des Bildungswesens der Marine weiterhin in Kiel. 1910 als Admiralstabsoffizier im Kreuzergeschwader war er im darauffolgenden Jahr im Admiralstab der Marine in Berlin. Im Admiralstab blieb er für einige Jahre und wurde am 22. März 1913 Korvettenkapitän. Später war er als Navigationsoffizier auf der Ostfriesland und zugleich in der Position beim I. Geschwader. Ab Juni 1916 war er für ein Jahr als Erster Offizier auf der Westfalen. Anschließend war er bis Kriegsende Dezernent in der Abteilung für Mobilmachung am Reichsmarineamt in Berlin. 1913 war er mit dem Ritter-Orden des Franz Joseph-Orden ausgezeichnet worden. Bis Mitte Februar 1918 hatte er u. a. den Roten Adlerorden 4. Klasse mit der königlichen Krone und das Eiserne Kreuz erster Klasse erhalten.
Nach dem Ersten Weltkrieg war er, nachdem er bereits in den Vorbereitungen eingebunden war, für die deutsche Friedensdelegation vorgesehen. Reichsminister Matthias Erzberger brachte aber Bedenken gegen Gartzke als Sachverständigen bei der Friedensdelegation vor. Letztendlich wurde er dem Stab der militärischen Sachverständigen der  Friedensdelegation nicht zugeteilt.
Gartzke wurde in die Reichsmarine übernommen und hier am 29. November 1919 Fregattenkapitän. Am 8. März 1920 wurde er zum Kapitän zur See befördert. Später war er dem Marinekommandoamt im Reichswehrministerium zugeteilt und wurde am 1. Juni 1922 aus der Reichsmarine verabschiedet.
Zu Beginn des Zweiten Weltkrieges wurde Gartzke zur Verfügung der Kriegsmarine gestellt und war 1941/1942 Industriebeauftragter der Marine. Anschließend wurde er Leiter der Zentralabteilung der Rüstungsinspektion Ober Ost. Als Person der Rüstungsinspektion war er bestrebt die in der Rüstungsindustrie beschäftigten jüdischen Zwangsarbeiter vor der Deportation zu bewahren. Die SS begann aber mit Deportationen und die Auseinandersetzung zwischen der SS und der Wehrmacht spitzte sich zu. Am 15. August 1942 leitete Gartzke in Krakau eine Besprechung zwischen Vertretern der Rüstungsinspektion des Generalgouvernements und Vertretern der SS. Als die Teilnehmer für die Rüstungsinspektion festhielten, dass die Vertreter der SS die jüdischen Zwangsarbeiter in der Rüstungsindustrie für völlig entbehrlich hielten, entgegnete Gartzke dem Höheren SS- und Polizeiführer Friedrich-Wilhelm Krüger, dass diese Zwangsarbeiter in der Rüstung unverzichtbar benötigt würden und ein Ersatz nicht zeitnah möglich wäre. Angelernte Kräfte wären nicht schnell ersetzbar. Als Kompromiss wurden die in der Rüstungsindustrie zwangsarbeitenden Juden in eigenständigen Ghettos zusammengezogen, blieben aber zunächst von einer Deportation verschont.
Gartzke selbst wurde 1943 aus der Kriegsmarine verabschiedet.
Über sein weiteres Schicksal ist nichts bekannt.

## Veröffentlichungen (Auswahl)
- Der Aufstand in Ponape und seine Niederwerfung durch S.M. Schiffe „Emden“, „Nürnberg“, „Cormoran“ und „Planet“. In: Marine-Rundschau. Band 22, 1911, S. 703–738.
- Eine neue britische Seekriegsordnung. In: Marine-Rundschau. 1922, S. 1–13, 57–71 und 125–135.